# Читтагонгский горный район

Читтагонгский горный район (тёмно-сиреневый) на карте Бангладеш

Читтагонгский горный район (англ. Chittagong Hill Tracts, бенг. পার্বত্য চট্টগ্রাম Parbotto Chôṭṭogram) — территория на юго-востоке Бангладеш на границе с Индией и Мьянмой, единственный горный район в стране. До 1984 года представлял собой отдельную административную единицу, после 1984 года был разделён на три округа: Кхаграчхари, Рангамати и Бандарбан. Один из немногих оставшихся в Южной Азии преимущественно буддийских регионов (наряду с Ладакхом, Бутаном и Шри-Ланкой). Здесь находятся высочайшие вершины Бангладеш, в том числе Айян Тланг.

## История
Район был аннексирован британцами в 1860 году. До начала XX века в этом регионе жили в основном горные племена (чакма и другие). Согласно переписи 1901 года, здесь не было городов, а 211 деревень имели население менее 500 человек, лишь в одной из деревень население достигало 2 тысяч; всего тогда было переписано 124 762 человека, из которых 83 тысячи были буддистами, 36 тысяч — индуистами и 5 тысяч — мусульманами. Когда в 1947 году англичане передали этот район Восточному Пакистану, это вызвало возмущение в Индии.
В 1960-х годах в эти места стали переселять десятки и сотни тысяч людей из районов, затопляемых в результате строительства ГЭС. После образования в 1971 году независимого государства Бангладеш местные лидеры стали протестовать против притеснения их культуры, так как согласно проекту Конституции Бангладеш все жители страны считались бенгальцами, однако основатель страны Муджибур Рахман не стал прислушиваться к их доводам. В результате начиная с середины 1970-х местные жители начали вооружённую борьбу против центрального правительства. Мирное соглашение было подписано лишь 2 декабря 1997 года.